# Dilatação gravitacional do tempo
Dilatação gravitacional do tempo é uma forma de dilatação do tempo, uma diferença real do tempo decorrido entre dois eventos, medido por observadores situados a distâncias variáveis de uma massa gravitante. Quanto menor o potencial gravitacional (quanto mais próximo o relógio está da fonte de gravitação), mais lentamente o tempo passa, acelerando conforme o potencial gravitacional aumenta (o relógio se distanciando da fonte de gravitação). Albert Einstein previu originalmente esse efeito em sua teoria da relatividade e, desde então, foi confirmado por testes da relatividade geral.
Isso foi demonstrado observando que relógios atômicos em altitudes diferentes (e, portanto, em potenciais gravitacionais diferentes) eventualmente mostrarão horários diferentes. Os efeitos detectados em tais experimentos ligados à Terra são extremamente pequenos, com diferenças sendo medidas em nanossegundos. Em relação à idade da Terra em bilhões de anos, o núcleo da Terra é efetivamente 2,5 anos mais jovem que sua superfície. Demonstrar efeitos maiores exigiria distâncias maiores da Terra ou uma fonte gravitacional maior.
A dilatação gravitacional do tempo  foi descrita pela primeira vez por Albert Einstein em 1907 como uma consequência da relatividade especial em referenciais acelerados. Na relatividade geral, é considerada uma diferença na passagem do tempo próprio em diferentes posições, conforme descrito por um tensor métrico de espaço-tempo. A existência de dilatação gravitacional do tempo  foi confirmada diretamente pela primeira vez pelo Experimento de Pound-Rebka em 1959, e mais tarde refinada pela Gravity Probe A e outros experimentos.

## Definição

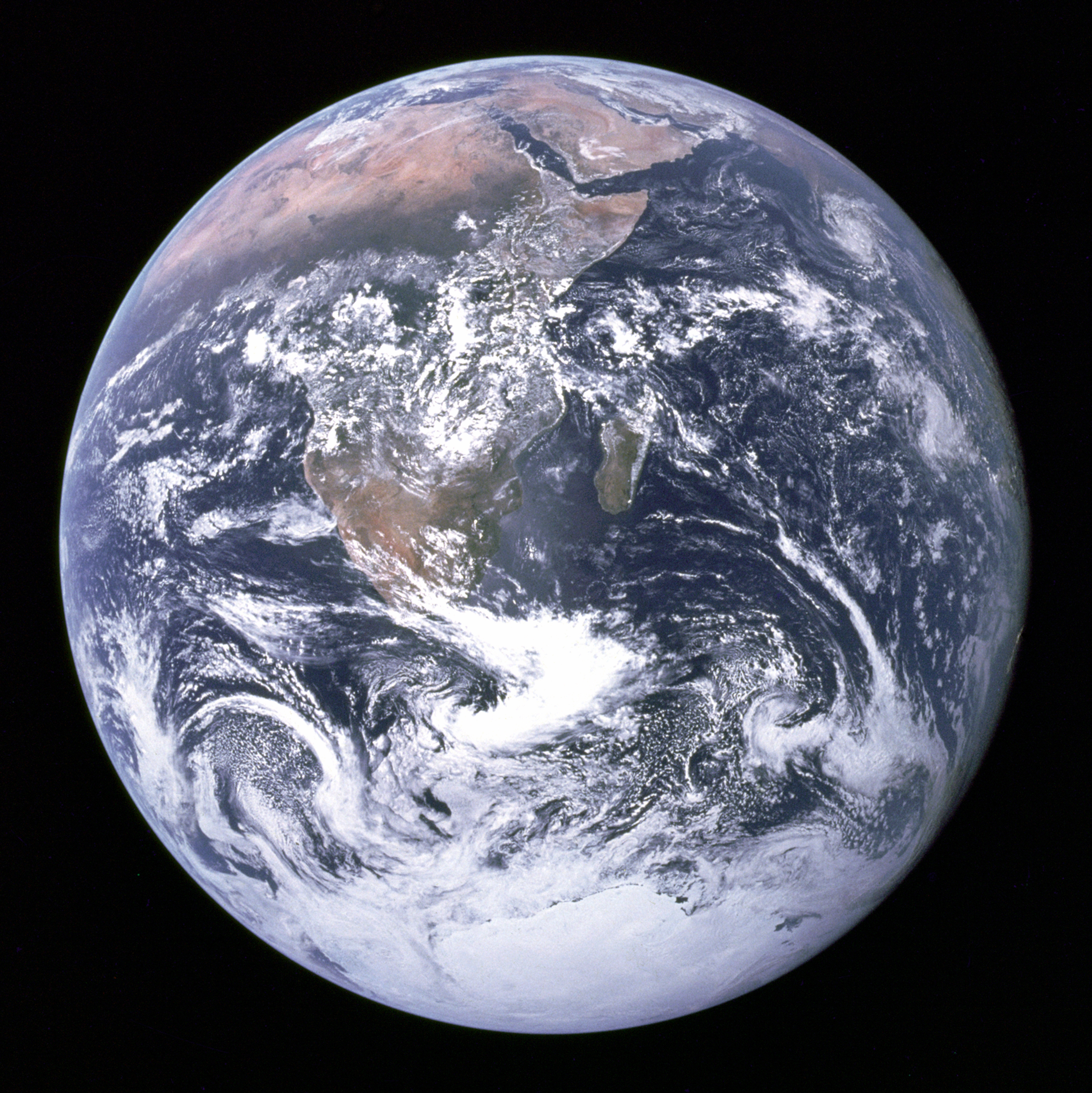
O tempo passa mais rapidamente quando longe de um centro de gravidade, como é testemunhado com objetos massivos (como a Terra)

Relógios que estão longe de corpos massivos (ou com potenciais gravitacionais mais elevados) passam o tempo mais rapidamente, e relógios próximos a corpos massivos (ou em potenciais gravitacionais mais baixos) passam mais devagar. Por exemplo, considerado sobre o período de tempo total da Terra (4,5 bilhões de anos), um relógio definido em uma posição geoestacionária a uma altitude de 9 000 metros acima do nível do mar, como talvez no topo do Monte Everest (proeminência 8 848 m), estaria cerca de 39 horas à frente de um relógio ajustado ao nível do mar. Isso porque a dilatação gravitacional do tempo se manifesta em referenciais acelerados ou, em virtude do princípio da equivalência, no campo gravitacional de objetos massivos.
De acordo com a relatividade geral, a massa inercial e a massa gravitacional são as mesmas e todos os referenciais acelerados (como um referencial em rotação uniforme com sua dilatação de tempo adequada) são fisicamente equivalentes a um campo gravitacional de mesma força.
Considere uma família de observadores ao longo de uma linha "vertical" reta, cada um dos quais experimenta uma força-g constante distinta dirigida ao longo desta linha (por exemplo, uma espaçonave de longa aceleração, um arranha-céu, um eixo em um planeta). Sendo {\displaystyle g(h)} a dependência da força g com a "altura", uma coordenada ao longo da linha mencionada. A equação em relação a um observador de base em {\displaystyle h=0} é
{\displaystyle T_{d}(h)=\exp \left[{\frac {1}{c^{2}}}\int _{0}^{h}g(h')dh'\right]}
Onde {\displaystyle T_{d}(h)} é é a dilatação do tempo total em uma posição distante {\displaystyle h}, {\displaystyle g(h)} é a dependência da força-g na "altura" {\displaystyle h}, {\displaystyle c} é a velocidade da luz, e {\displaystyle \exp } denota exponenciação por e.
Para simplificar, em uma família de observadores de Rindler em um espaço-tempo plano, a dependência seria
{\displaystyle g(h)=c^{2}/(H+h)}
com {\displaystyle H} constante, que produz
{\displaystyle T_{d}(h)=e^{\ln(H+h)-\ln H}={\tfrac {H+h}{H}}}
Por outro lado, quando {\displaystyle g} é quase constante e {\displaystyle gh} é muito menor que {\displaystyle c^{2}}, a aproximação linear de "campo fraco" {\displaystyle T_{d}=1+gh/c^{2}} também pode ser usada.
Veja o paradoxo de Ehrenfest [en] para a aplicação da mesma fórmula a um referencial rotativo em um espaço-tempo plano.

## Fora de uma esfera não rotativa
Uma equação comum usada para determinar a dilatação gravitacional do tempo é derivada da métrica de Schwarzschild, que descreve o espaço-tempo nas proximidades de um objeto massivo esfericamente simétrico não rotativo. A equação é
{\displaystyle t_{0}=t_{f}{\sqrt {1-{\frac {2GM}{rc^{2}}}}}=t_{f}{\sqrt {1-{\frac {r_{s}}{r}}}}=t_{f}{\sqrt {1-{\frac {v_{e}^{2}}{c^{2}}}}}=t_{f}{\sqrt {1-\beta _{e}^{2}}}}
onde
- {\displaystyle t_{0}} é o tempo adequado entre dois eventos para um observador perto da esfera massiva, ou seja, dentro do campo gravitacional
- {\displaystyle t_{f}} é a coordenada de tempo entre os eventos para um observador a uma distância arbitrariamente grande do objeto massivo (isso assume que o observador distante está usando coordenadas de Schwarzschild [en], um sistema de coordenadas onde um relógio a uma distância infinita da esfera massiva marcaria um segundo por segundo do tempo coordenado, enquanto relógios mais próximos marcariam menos do que essa taxa),
- {\displaystyle G} é a constante gravitacional universal
- {\displaystyle M} é a massa do objeto criando o campo gravitacional,
- {\displaystyle r} é a coordenada radial do observador dentro do campo gravitacional (esta coordenada é análoga à distância clássica do centro do objeto, mas na verdade é uma coordenada de Schwarzschild; a equação nesta forma tem soluções reais para {\displaystyle r>r_{s}}),
- {\displaystyle c} é a velocidade da luz,
- {\displaystyle r_{s}=2GM/c^{2}} é o raio de Schwarzschild de {\displaystyle M},
- {\displaystyle v_{e}={\sqrt {\frac {2GM}{r}}}} é a velocidade de escape, e
- {\displaystyle \beta _{e}=v_{e}/c} é a velocidade de escape, expressa como uma fração da velocidade da luz c.

Então para ilustrar, sem levar em conta os efeitos da rotação, a proximidade com o poço da Terra fará com que um relógio na superfície do planeta acumule cerca de 0,0219 segundos a menos em um período de um ano do que faria com o relógio de um observador distante. Em comparação, um relógio na superfície do sol acumularia cerca de 66,4 segundos em um ano.

## Órbitas circulares
Na métrica de Schwarzschild, objetos em queda livre podem estar em órbitas circulares se o raio orbital for maior que {\displaystyle {\tfrac {3}{2}}r_{s}} (o raio da esfera de fótons). A fórmula para um relógio em repouso é fornecida acima; a fórmula abaixo dá a dilatação gravitacional do tempo em uma órbita para um relógio em uma órbita circular:
{\displaystyle t_{0}=t_{f}{\sqrt {1-{\frac {3}{2}}\!\cdot \!{\frac {r_{s}}{r}}}}\,.}
Ambas as dilatações são mostradas na figura abaixo.

## Confirmação experimental

Os relógios dos satélites são desacelerados por sua velocidade orbital, mas acelerados por sua distância do poço gravitacional da Terra

A dilatação gravitacional do tempo foi medida experimentalmente usando relógios atômicos em aviões. Os relógios a bordo dos aviões estavam um pouco mais rápidos do que os relógios no solo. O efeito é significativo o suficiente para que os satélites artificiais do Sistema de Posicionamento Global precisem ter seus relógios corrigidos.
Adicionalmente, dilatações de tempo devido a diferenças de altura de menos de um metro foram verificadas experimentalmente em laboratório.
A dilatação gravitacional do tempo também foi confirmada pelo experimento de Pound-Rebka, observações dos espectros da anã branca Sirius B e por experimentos com sinais de tempo enviados de e para a sonda Viking 1.